# Ноема (філософія)
Ноема (грец. νόημα — «думка») — мислене уявлення про предмет, або, іншими словами, предметний зміст думки; представленість предмета у свідомості. Поняття феноменології Е. Гуссерля, що означає зміст переживання свідомості, коли ми розглядаємо останнє як поєднане з чимось трансцендентним самому реальному складу переживання, тобто ноезису.

## Ноема і ноезис
Коли, здійснюючи феноменологічну редукцію, ми «вимикаємо»  природну установку, на місці світу, даного в наївному стані свідомості, з'являються ноезис і ноема. Ноезис — це переживання свідомості, взяте саме по собі, як феномен свідомості поза всяким відношенням до буття, що за ним стоїть; Ноемі ж притаманний «сенс» (вона володіє «змістом»), за допомогою якого вона сполучається зі своїм уявним предметом. Сенс — це предмет, як він даний в Ноемі з усіма своїми  предикатами; він змінюється від Ноеми до Ноеми (наприклад, від сприйняття до сприйняття того ж предмета).